# Otto Binswanger

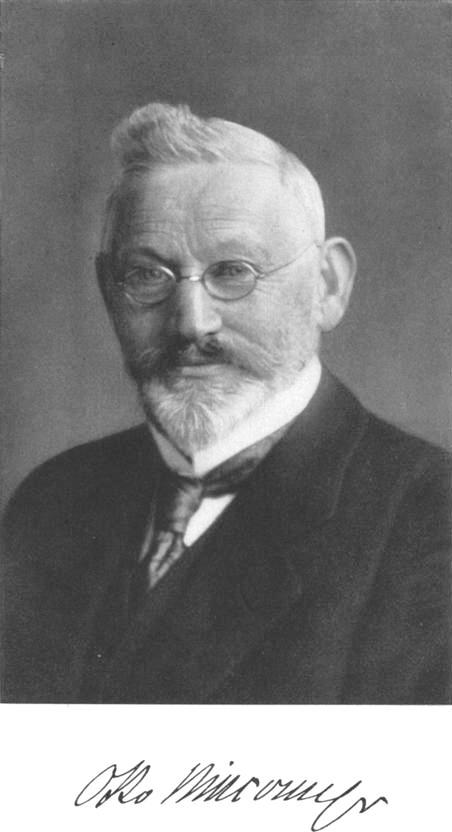
Otto Binswanger.

Otto Ludwig Binswanger, född 14 oktober 1852 i Münsterlingen, död 15 juli 1929 i Kreuzlingen, var en schweizisk läkare.
Binswanger blev 1882 extra ordinarie och 1891 ordinarie professor i psykiatri vid universitetet i Jena och direktor för psykiatriska kliniken där. Han var en auktoritet på neurosernas område och skrev bland annat handböckerna Neurasthenie (1896), Epilepsie (1904) och Hysterie (1906) samt läroboken Psychiatrie (tillsammans med Ernst Siemerling 1904, andra upplagan 1909). Binswanger företrädde inom hysterins område en psykofysiologisk (dynamisk) ståndpunkt. Han blev ledamot av Fysiografiska sällskapet i Lund 1908.